# Міккель Бедкер
Міккель Бедкер (дан. Mikkel Bødker; 16 грудня 1989, м. Бреннбю, Данія) — данський хокеїст, правий/лівий нападник. Виступає за «ГВ-71» у Шведській хокейній лізі.
Вихованець хокейної школи «Редовре Майті-Буллз». Виступав за «Фрелунда» (Гетеборг), «Кітченер Рейнджерс» (ОХЛ), «Фінікс Койотс», «Сан-Антоніо Ремпейдж» (АХЛ).
В чемпіонатах НХЛ — 709 матчів (118+209), у турнірах Кубка Стенлі — 34 матчі (6+11). У чемпіонатах Швеції — 43 матчі (5+6).
У складі національної збірної Данії учасник чемпіонатів світу 2009 і 2011 (12 матчів, 6+2). У складі молодіжної збірної Данії учасник чемпіонатів світу 2006 (дивізіон I), 2007 (дивізіон I) і 2008. У складі юніорської збірної Данії учасник чемпіонатів світу 2005, 2006 (дивізіон I) і 2007 (дивізіон I).
Брат: Мадс Бедкер.